# Alboussière
Alboussière település Franciaországban, Ardèche megyében. Lakosainak száma 1026 fő (2022. január 1.). Alboussière Boffres, Champis, Gilhoc-sur-Ormèze, Saint-Barthélemy-Grozon, Saint-Péray és Toulaud községekkel határos.

## Népesség
A település népességének változása:
| Lakosok száma | 700  | 605  | 727  | 873  | 1038 | 1065 | 1004 | 989  | 998  | 1026 |
|               | 1968 | 1982 | 1990 | 2006 | 2013 | 2015 | 2017 | 2019 | 2020 | 2022 |